# Perfumeria Can Massias
La Perfumeria Can Massias és una botiga art déco d'Olot (Garrotxa) protegida com a bé cultural d'interès local. Està situada al xamfrà del carrer de Sant Esteve i el carrer de la Presó Vella.

## Descripció
Té dues façanes iguals amb predomini del vidre. Els murs varen ser realitzats fins a mitja alçada amb rajola negra i la resta amb vidre. Al damunt es van pintar els productes i objectes que es podien trobar a l'interior: "Productos de Belleza" damunt un paisatge presidit per un cigne; "Objetos de Regalo", amb una senyora ricament vestida i altres objectes; "jabones y dentífricos", amb els dibuixos corresponents a aquests articles. Les lletres són de fusta pintada. Destaca el vidre que fa xamfrà, de forma corba i esmerilat, gravat i en alguns llocs, pintat.

## Història
A Catalunya, alguns elements art déco ja foren prefigurats pel Noucentisme i més concretament, per Rafael Masó i els seus deixebles, que enllaçaren amb el cosmopolitisme dels anys 1920 i 1930. A Olot, hi ha mostres d'art déco en algunes obres realitzades des de finals de la dècada del 1940, com per exemple, el reixat de la casa número 17 del carrer Bisbe Lorenzana i especialment una sèrie d'interessants botigues com Calçats Rovira, Sabateria Corcó, Casa Vergés, Teixits Puig i Ràdio Puig.